# Adri Bom-Lemstra
Adriana Willemina (Adri) Bom-Lemstra (Schoonebeek, 10 september 1962) is een Nederlands juriste, politica en bestuurster. Ze is lid van het CDA. Sinds 1 mei 2021 is ze voorzitter van Glastuinbouw Nederland.

## Biografie

### Opleiding en loopbaan
Bom-Lemstra ging tot 1980 naar het Hervormd Lyceum Zuid en studeerde van 1980 tot 1986 Nederlands recht aan de Vrije Universiteit Amsterdam met een specialisatie in het bestuursrecht en internationaal privaatrecht. Van 1987 tot 1997 was zij beleidsmedewerker financieel-economische zaken op het ministerie van Verkeer en Waterstaat.

### Politieke loopbaan
Sinds 1990 is Bom-Lemstra lid van het CDA. Van 1994 tot 1 januari 2004 was zij gemeenteraadslid van Wateringen en van 1 januari 2004 tot 2009 gemeenteraadslid en CDA-fractievoorzitter van Westland. Van 2009 tot 2015 was zij hoogheemraad en loco-dijkgraaf van het Hoogheemraadschap van Delfland en had zij in haar portefeuille stevige dijken en ruimtelijke ordening. Na de gemeenteraadsverkiezingen 2014 was zij formateur in Lansingerland en informateur in Westland.
In 2015 en 2019 was Bom-Lemstra lijsttrekker bij de Provinciale Statenverkiezingen 2015 en Provinciale Statenverkiezingen 2019 in Zuid-Holland en een aantal maanden Statenlid en CDA-fractievoorzitter van Zuid-Holland. Na de gemeenteraadsverkiezingen 2018 was zij formateur in Midden-Delfland.
Vanaf 2015 was Bom-Lemstra gedeputeerde van Zuid-Holland. Van 2015 tot 2019 had zij in haar portefeuille Ruimtelijke Ordening en Wonen, Economie en innovatie, Luchtvaart en Grondzaken. Vanaf 2019 had zij in haar portefeuille Economie en innovatie, Land- en tuinbouw en Gezond en veilig (milieu, bodem, klimaatadaptatie). Op 3 maart 2021 werd bekend dat ze vertrok bij de provincie als gedeputeerde. Per 7 april van dat jaar legde zij haar functie neer en werd zij opgevolgd door Meindert Stolk.

### Glastuinbouw Nederland
Bom-Lemstra werd met ingang van 1 mei 2021 de nieuwe voorzitter van Glastuinbouw Nederland. In mei 2025 werd zij herbenoemd voor een tweede termijn als voorzitter van Glastuinbouw Nederland.

### Nevenfuncties
Van 2009 tot 2015 was Bom-Lemstra lid van de Raad van Commissarissen van woningbouwcorporatie Wonen Wateringen en van 2010 tot 2015 voorzitter van de Raad van Toezicht van Protestants Christelijk Primair Onderwijs Westland. Sinds oktober 2019 is zij lid van de maatschappelijke adviesraad van de faculteit Geesteswetenschappen van de Universiteit Leiden en sinds november 2019 voorzitter van Greenports Nederland. Sinds maart 2020 is zij lid van de Instituutsadviesraad van het Netherlands Institute for Space Research (SRON). Met ingang van 1 april 2022 werd zij benoemd tot nieuwe Kamerheer in Zuid-Holland.

### Persoonlijk
Bom-Lemstra is getrouwd en heeft vijf kinderen. Zij is de dochter van Wolter Lemstra en nicht van Piet Lemstra.